# Paolo Modugno
Paolo Modugno (Roma, 8 aprile 1940) è un attore, conduttore radiofonico, regista, dialoghista e direttore del doppiaggio italiano.

## Biografia
Fratello dell'attrice Ludovica Modugno, debutta alla Rai come attore-bambino in un programma accanto a Arnoldo Foà; da allora diventa una voce popolare alla radio. Debutta anche in teatro, e quindi nel cinema è interprete in film quali Guardie e ladri, Tototarzan, Giacobbe ed Esaù, Il caso Pisciotta, Ondata di calore.
In televisione inizia a recitare, partecipando a commedie e romanzi sceneggiati, tra cui Una tragedia americana (del 1962, per la regia di Anton Giulio Majano), David Copperfield, Il caso Mauritius, L'isola del tesoro, Vita col padre e con la madre, Eugenia Grandet.
Nel 1971 è stato autore, regista e interprete di alcuni spettacoli teatrali.
Dal 1976 collabora ai programmi di RadioRai, come autore e regista di romanzi sceneggiati e di trasmissioni in diretta delle quali è anche conduttore, come «Radio Anch'io», oltre a numerosi programmi di vario genere: dal varietà «Sotto il sole, sopra la luna», alla biografia rielaborata drammaturgicamente, al documentario radiofonico.
È autore di un radiodramma dal titolo «Il grande silenzio radio», realizzato da Radiouno per un congresso dell'U.E.R. e trasmesso in vari paesi del mondo.
Realizza quindi una serie di 13 documentari dal titolo «La lunga ombra dell'arcobaleno» e un diario di viaggio on the road negli Stati Uniti, «La Strada Obliqua». Negli anni '90 cura la regia dell'originale radiofonico in sessanta puntate «Dancing Esperia». È autore e conduttore del programma «Corso Italia / Voci e suoni dalla provincia».
Nel 1997 è autore, regista e conduttore di «Duty Free», poi regista del programma quotidiano «Lavori in Corso». 1998/99 autore con Tullio Fazzolari e Veronica Salvi e regista della fiction radiofonica quotidiana «Partita doppia» in 175 puntate.
Nell'estate del 1999 è autore e regista del programma quotidiano in diretta «Radio City Caffè» e, nel gennaio 2000, regista e coautore dello sceneggiato «Il Castello di Eymerich». Suoi radiodrammi sono stati tradotti e trasmessi in Germania e in Slovacchia e - non tradotti - in Francia, in Belgio, nella Svizzera Romanda, in Ungheria, in Germania e in Slovenia dalle rispettive emittenti ufficiali, oltre che dalla Radio della Svizzera Italiana. Cura la regia teatrale di Caffè Mozart di Vanni Ronsisvalle.
- 1997:	Scrive con Veronica Salvi la sceneggiatura in venti puntate della "Storia del Cristianesimo", un programma televisivo prodotto da Ettore Bernabei per la Lux Vide.
- 1998:	Scrive con Veronica Salvi per la struttura RAI-CinemaFiction la sceneggiatura di "Non ho l'età", un tv movie per la serie "Donne al Bivio".
- 1998/99: Insieme a Veronica Salvi scrive e realizza come regista "I Conquistatori", una serie di 20 documentari per RAI International, dedicati ai capitani d'industria che hanno portato con successo il nome dell'Italia all'estero.
- 1999:	Cura la regia di quattro fiction di 15' per Mediaset di una serie dal titolo "Angeli".
- 2000:	Regista e coautore con Arturo Minozzi di 18 documentari per RAI International dal titolo "Italia, Italia!" sui calciatori stranieri della serie A che raccontano le città italiane nelle cui squadre di calcio militano.
- Regia radiofonica del romanzo sceneggiato "Il Castello di Eymerich" di Valerio Evangelisti e Paolo Modugno.
- Coautore con Veronica Salvi della sceneggiatura del film "Territori d'Ombra", di cui è anche regista.
- 2001:	Coautore con Veronica Salvi della sceneggiatura del lungometraggio animato in 3D "L'apetta Giulia e la signora Vita", di cui è anche regista.
- 2002:	Regista del film L'ospite segreto.
- 2004/5: Regia teatrale della commedia "La manutenzione della bicicletta" di Lina Prosa.
- Regia radiofonica del romanzo sceneggiato "Josephine" di Linda Brunetta.
- 2006:	Regia della sit-com radiofonica di Linda Brunetta "Nessuno è perfetto" in 50 puntate con M. A. Monti, S. Impacciatore, D. Formica, G. Ratti. Scrive e mette in scena il monologo "Si può incominciare dalla fine", interpretato a Poppi, a Firenze e al Teatro Bellini di Palermo, da Galatea Ranzi, e a Torino da Ludovica Modugno.
- 2007:	Coautore con Olga Garavelli e regista dello spettacolo teatrale "Merci beaucoup, thank you, grazie tante, Gorni Kramer"
- 2012 Aurore dello spettacolo teatrale "Aznamour / L'amore si prova ma non si fanno le prove" con Gianluca Ferrato.

Era compagno dell'attrice Marisa Fabbri, alla quale ha dedicato il monologo Si potrebbe cominciare dalla fine interpretato da Galatea Ranzi nel 2013.
Dal 2021 è promotore, nell'ambito del Festival Voci nell'Ombra, del premio Ludovica Modugno, riconoscimenti ai migliori giovani talenti nel doppiaggio dedicato alla sorella.

## Prosa radiofonica Rai
- Chatterton, dramma di Alfred de Vigny, regia di Guglielmo Morandi, trasmesso il 8 maggio 1950
- Felicità in tono minore, commedia di Giuseppe Negretti, regia di Pietro Masserano Taricco, trasmessa il 13 settembre 1952
- Fate largo all'amore, radiocommedia di Giovanni Guaita, regia di Marco Visconti, trasmessa il 16 giugno 1954.
- I fiori tu non devi coglierli, radiodramma di Tyrone Guthrie, regia di Anton Giulio Majano, trasmessa il 28 agosto 1954.

## Filmografia

### Attore

#### Cinema
- Tototarzan, regia di Mario Mattoli (1950)
- Core 'ngrato, regia di Guido Brignone (1951)
- Guardie e ladri, regia di Mario Monicelli e Steno (1951)
- Giacobbe ed Esaù, regia di Mario Landi (1963)
- Ondata di calore, regia di Nelo Risi (1970)
- Il caso Pisciotta, regia di Eriprando Visconti (1972)
- Non ho tempo, regia di Ansano Giannarelli (1973)

#### Televisione
- La morte di Danton, 1972
- I Nicotera, 1972
- Le cinque giornate di Milano, 1970
- Papà investigatore, 1968
- Giovanna alla riscossa, 1967
- Rosella, 1965
- Questa sera parla Mark Twain, 1965
- Marilù, commedia di Giana Anguissola, regia di Alvise Sapori, trasmessa 23 agosto 1963
- Vita col padre e con la madre, 1960
- Adunata di condominio, 1960
- L'isola del tesoro, 1959

### Regista
- Territori d'ombra (2001)
- L'ospite segreto (2003)
- L'apetta Giulia e la signora Vita (2003)

## Doppiaggio
Dal 1982 cura l'adattamento, i dialoghi e la direzione del doppiaggio di film, telefilm e serie animate.
Attori doppiati (parziale):
- Warren Clarke in Arancia meccanica
- Jerry Lewis in Il circo a tre piste (ridoppiaggio), Il cantante matto (ridoppiaggio), I figli del secolo (ridoppiaggio)

## Riconoscimenti
- Premio Associazione Critici Radiotelevisivi per il programma radiofonico "Il Filo di Arianna" (1989)
- Premio Nazionale Regia Televisiva (1990)
- Prix Italia 1992 per la radio (1992)
- Premio Oscar della Radio per il documentario radiofonico «Radio Ibis» (1993)
- Primo Premio Candoni Arta Terme 1993 per il radiodramma «L'uomo che credeva di non essere» (1993)
- Grand Prix International de la Radio de l'URTI (Université Radio Télévisuelle Internationale) per l'opera «O-OO-OOOH!» (1993)
- Prix Ostankino, a Mosca per il radiodramma (1993)
- Premio Oscar per la Radio per il programma «Corso Italia» (1995)
- Premio Canevascini 1995 della Radio Svizzera Italiana per il documentario «Voci Nere» (1995)
- Premio Fondi La Pastora per la commedia teatrale «Motel» (1997)
- Prix Italia per la fiction seriale radiofonica per "Il Castello di Eymerich" (2000)
- Premio per la regia Campione Noir 2000 per il film "Territori d'Ombra" (2000)
- Globo d'Oro della Stampa Estera per il film "Territori d'Ombra" (2001)
- Special Recognition Award per il film "Territori d'Ombra" al Los Angeles Italian Film Awards (2001)
- Premio della sezione Riflessioni del 54º Festival Internazionale del Cinema di Salerno, per il film "Territori d'Ombra" (2002)
- Special Recognition Award per L'ospite segreto al Los Angeles Italian Film Festival (2003)